# Клан
Клан је група људи, посебно из Шкотске, уједињених стварним или спознајним сродством и пореклом. Чак и ако детаљи о роду нису познати, чланови клана могу бити организовани око оснивача или заједничког претка. Кланови у домородачким друштвима су склони да буду егзогами, што значи да се њихови чланови не могу оженити једни другима. Кланови су претходили централизованијим облицима организације заједнице и владе, а постоје у свакој држави. Чланови се могу идентификовати са грбом или другим симболом како би показали да су независни клан. Везе засноване на сродству могу такође имати симболичног претка, при чему клан дели „утврђени” заједнички предак који је симбол јединства клана. Када је овај „предак” не-људски, он се назива тотемом, који је често животиња. Фигуративно, клан је група људи уједињених заједничким интересом или особинама. На западном Балкану, поготово у Црној Гори, назив клан је познат и као братство или племе.
Реч клан је изведена од келтске речи clann — „деца” или „потомство”; то није реч за „породицу” ни у келтском ирском, ни у шкотском. Према Оксфордовом енглеском речнику, реч је уведена у енглеском језику око 1425. године, као назив за природу друштва шкотске планинске области.

## Кланови као политичке јединице
У различитим културама и стиуацијама, клан обично има друго значење од других група базираних на род, као што су племена и хорде. Често, разликујући фактор помоћу чега се препознају кланови је то да је клан мањи део већег друштва као што су државе. У неким друштвима кланови могу имати официјелне лидере као што су поглавар, матријарх, или патријарх; у другим, позиција вође се треба постићи, или би људи рекли да „старци” доносе одлуке.
Примери су ирски, шкотски, кинески и јапански кланови који постоје као родне групе у својим државама. Треба припазити да племена и хорде могу да буду део већих друштва. Израелска библијска племена су била сачињена од више кланова. Арапски кланови су групе под-племена унутар арапског друштва. Амерички домороци су такође имали кланове. На пример, Оџибва хорде су мањи део Оџибва људи или племена у Северној Америци. Многи амерички домороци се издвајају по језику и култури, и већина кланова и хорди имају једноставну родну организацију.
Осим од ових различитих историјских традиција сродства, конфузија се јавља из колоквијалног коришћенња термина.на пример, у постсовјетским државама често је рећи „клан” у односу на информационе мреже унутар економске и политичке сфере. Ово коришћење доноси претпоставку да се њихови чланови једни према другим понашају у посебно ближњем и међусобно помагајућем начину. Пољски кланови се разликују од већине јер су они колекција породица који носе исти грб, уместо да имају заједничко порекло. Постоји пар уско везаних кланова у индијском под-континенту, нарочито у јужној Индији.

## Кланови по континенту или регији
Ирски клетски назив за клан је fine; líon tí је израз за породицу у смислу домаћинства; и muintir је израз за породицу у смислу сродства.
a Означава трансконтиненталну област између Азије и Европе.